# 5708 Меланхолія
5708 Меланхолія (5708 Melancholia) — астероїд головного поясу, відкритий 12 жовтня 1977 року.
Тіссеранів параметр щодо Юпітера — 3,651.